# پیهانگا
پیهانگا (به لاتین: Pihanga) یک کوه در نیوزیلند است که در وایکاتو واقع شده‌است. پیهانگا ۱٬۳۲۶ متر بالاتر از سطح دریا واقع شده‌است.